# Yoshi's New Island
Yoshi's New Island es un videojuego de plataformas para la consola Nintendo 3DS desarrollado por Arzest y publicado por Nintendo. Pertenece a la serie Yoshi's Island. Salió a la venta el 14 de marzo de 2014 en América del Norte y Europa, y en otoño de 2014 en Japón.
Es el tercer título de esta serie y el tercero para una consola portátil, ya que es la secuela de Super Mario World 2: Yoshi's Island, lanzado para la Super Nintendo Entertainment System, y de Yoshi's Island DS, lanzado en 2006 para la Nintendo DS. Fue anunciado en un Nintendo Direct especial el 17 de abril de 2013, llamado "Nintendo 3DS Direct", aunque se enseñaron más imágenes, el logotipo y más detalles en el "Nintendo Direct @E3 2013".

## Modo de juego
En lo referente, a los gráficos y la jugabilidad, el juego es muy similar a Super Mario World 2: Yoshi's Island y Yoshi's Island DS, de los cuales es secuela, con un modo de un solo jugador donde volverán elementos como el "Flutter Jump", que permite aguantarse en el aire durante poco tiempo, el "Ground Pound" (golpe de sentón) y el "Tirador de Huevos", que permite a Yoshi descubrir secretos escondidos como flores coleccionables y caminos secretos.
Hay un nuevo elemento, el "Mega Huevo", un huevo enorme que puede conseguir Yoshi tragándose enemigos enormes como un Shy Guy gigante y que como los huevos normales los puede tirar con el "Tirador de Huevos", que permite al jugador destrozar cañerías y atravesar obstáculos, con un medidor de daños que compensa al jugador. Con el giroscopio de la consola, se puede controlar mejor el "Tirador de Huevos".
Los mundos han sido pensados para parecer pintados con aceite, ceras y acuarela.

### Recepción
Gamerologies analizó el juego y criticó su continuismo respecto a anteriores entregas y sobre todo la nula dificultad que cuenta el título puntuándolo con un 6,5/10.